# Suzuki Grand Vitara (2005)
Suzuki Grand Vitara druhé generace byla představena na podzim 2005. Vyráběla se ve dvou provedeních - s třídveřovou a pětidveřovou karosérií. Pro Evropu byly určeny tři benzínové motory o objemu 1,6; 2,0 a 3,2 litru a naftový 1,9 litru s osmiventilovým rozvodem původem od Renaultu. Grand Vitara prošla roku 2008 a 2012 faceliftem. Je využitelná jak na silnici, taki v terénu.
| Model                | 1.6 3dv          | 1.9 DDiS 3dv     | 2.0 5dv             | 1.9 DDiS 5dv     |
| -------------------- | ---------------- | ---------------- | ------------------- | ---------------- |
| Rok výroby           | od 2005          | od 2006          | od 2005             | od 2006          |
| Uspořádání válců     | 4 v řadě         | 4 v řadě         | 4 v řadě            | 4 v řadě         |
| Druh motoru          | benzínový        | turbodiesel      | benzínový           | turbodiesel      |
| Objem (cm³)          | 1.590            | 1.870            | 1.995               | 1.870            |
| Výkon (kW)           | 78 při 5900 ot.  | 95 při 3750 ot.  | 103 při 6000 ot.    | 95 při 3750 ot.  |
| Kroutící moment (Nm) | 145 při 4100 ot. | 300 při 2000 ot. | 183 při 4000 ot.    | 300 při 2000 ot. |
| Nejvyšší rychlost    | 160 km/h         | 170 km/h         | 175 (170*) km/h     | 170 km/h         |
| Zrychlení 0–100 km/h | 14,4 s           | 12,8 s           | 12,5 (13,6*) s      | 13,2 s           |
| Kombinovaná spotřeba | 8,7 l/100 km     | 7,4 l/100 km     | 9,1 (9,4*) l/100 km | 7,7 l/100 km     |

Pozn.: * = s automatickou převodovkou